# O Herre Gud af Himmelrik! Hur sorgelig må jag klaga
O Herre Gud af Himmelrik! Hur sorgelig må jag klaga är en gammal psalm i 13 verser. Uppgifter om att upphovet är Laurentius Petri den äldre ifrågasätts av bland annat Svenska Akademien, men psalmen antas ha svenskt ursprung av okänd författare från 1500-talet och beskrivs som "en drastisk nykterhetspredikan i den gamla folkliga stilen". Den trycktes första gången i ett tillägg till 1572 års psalmbok (inte en officiellt fastställd psalmbok). Men har inte förekommit efter 1695 års psalmbok.
Psalmen inleds 1695 med orden:
O Herre Gudh af Himmelrijk!
Hur' sorgelig må jagh klaga

## Publicerad i
- Nr 275 i 1695 års psalmbok under rubriken "Emot Dryckenskap".